# Robert Urban
Robert Karl Urban (* 29. September 1826 in Schädlitz bei Pless; † 11. November 1899 in Darmstadt) war ein deutscher Landrat.

## Leben
Urban war der Sohn des fürstlichen Kammerrates in Pleß, August Urban und dessen Ehefrau Antonie geborene Drosdarius. Er heiratete am 17. August 1864 Marianne von Knobelsdorff (* 26. März 1837 in Sprottau), der Tochter des Hauptmanns der Garde-Artillerie, Heinrich von Knobelsdorff.
Urban besuchte das Gymnasium in Gleiwitz, wo er das Abitur ablegte. Danach studierte er Rechts- und Kameralwissenschaft an der Universität Breslau und Berlin. In dieser Zeit wurde er 1847 Mitglied des Corps Silesia. Am 1. Oktober 1849 bestand der das die erste Staatsprüfung („bestanden“). Nach dem Referendariat am Kreisgericht Quedlinburg und Kreisgericht Halberstadt bestand der am 15. März 1852 das mündliche zweite Staatsexamen in der Wiederholungsprüfung.
Er wurde am 10. September 1852 Regierungsreferendar bei der Regierung Potsdam und dem Landratsamt des Kreises Teltow. Nach jahrelanger Krankheit wurde er am 15. Dezember 1857 entlassen. Am 30. November 1859 wurde er wieder in den Staatsdienst übernommen und legte am 5. Februar 1862 die Große Staatsprüfung („zur Zeit nicht genügend bestanden“) ab. Am 7. Januar 1863 erfolgte erneut eine Große Staatsprüfung („wohl bestanden“). Am 7. Februar 1863 wurde er Regierungsassessor zunächst bei der Regierung Frankfurt (Oder) und dann der Regierung Bromberg. Ab dem 6. April 1865 war er auf ein Jahr zur Arbeit im Außenministerium beurlaubt. Er war beim nach der Annexion Kurhessens und der Freien Stadt Frankfurt im Zivil-Gouvernement in Kassel und Frankfurt am Main tätig, dann bei den Gesandtschaften in Darmstadt, Stuttgart und München. Am 29. Januar 1971 war er etatmäßig im Außenministerium angestellt. Am 26. Oktober 1872 wurde er zur Verwendung im inneren Dienst beurlaubt. Er wurde am 18. Oktober 1872 kommissarischer und ab dem 19. November 1873 definitiv Landrat des Kreises Pleß.  Am 29. November 1873 wurde er aus dem Außenministerium formal entlassen.
1877 wurde er zunächst kommissarisch und 1878 endgültig Landrat des Untertaunuskreises. Diese Stellung hatte er bis zur Pensionierung 1895 inne. Danach lebte er in Darmstadt.

## Militärdienst
1847/48 war er Einjährig-Freiwilliger im 6. Jäger-Bataillon in Berlin. 1852 wurde er Sekunde-Leutnant im 28. Landwehr-Regiment. Im Januar 1864 wurde er einberufen und diente als Adjutant im 4. Brandenburgischen Landwehrregiment Nr. 24. Im Deutsch-Französischen Krieg wurde er im Juli 1870 als Landwehr-Offizier einberufen und nahm im 2. Nassauischen Infanterie-Regiment 88 an den Kämpfen in Frankreich teil. 1888 wurde er als Major verabschiedet.

## Auszeichnungen
- Roter Adlerorden mit Schleife, 3. Klasse (1895)
- Eisernes Kreuz II. Klasse
- Landwehrdienstauszeichnung 1. Klasse
- Königlicher Kronen-Orden, 2. Klasse (1909)
- Kriegsdenkmünze für die Feldzüge 1870–71, 1848 und 1866
- Herzoglich Sachsen-Ernestinischer Hausorden, Ritterkreuz 1. Klasse
- Geheimer Regierungsrat (1890)